# ミメイ
ミメイ（みめい、1999年2月13日 - ）は、京都府京都市出身のラッパー、YouTuber。無所属。本名は吹上幹太（ふきあげかんた）。

## 略歴
1999年京都府京都市に生まれ、母子家庭、現在も京都府在住。中学時代、高校生RAP選手権を見て、「ラップなら自分にもできそう」と思う。
高校1年生の時に同じ京都出身でラッパーのRACKと出会ったことで、本格的にラップを始めることになった。
ポーカー最弱
2017年、第11回高校生RAP選手権に出場。
2018年、SCHOOL OF RAP 2018に出場し優勝。
2019年、フリースタイルダンジョン出演。
2025年、3150×LUSHBOMU MCBATTLE優勝。
その後も様々なイベントに出演している。

## スタイル
誰とも被らないボキャブラリーのセンス、韻の硬さ、長いライミング、甘いマスクが特徴のMC。MCバトルの大会に積極的に出場している。その多くで好成績をおさめている。
後輩のRunLineなどと仲がすごく良く、RunLineの主催している大会「NEO GENESIS」をギャラなしで出場するほど後輩思い。他にもがーどまんやTERUとも仲が良い。第11回高校生RAP選手権の一回戦から「KING OF KINGS」まで、色んなところで戦った9forとは本人も数え切れないと言っている。
有名な試合は、「戦極MCBATTLE第39章−YOKOHAMA−TEAM OF 3on3」のがーどまん✕ミメィ×TERUvsTANGG×Donatello×ENEMYの試合でがーどまんがRound1の延長戦でいつもとは違うスタイルのflowをするが、観客に受けず、敗北。1本取られてしまう。次のRoundでくじ引きでアカペラ45秒が引かれた。何人でも参加できるが、前回のRoundで失敗をしたがーどまんは参加できないと観客が思っていたがミメイとTERUの優しさで参加させてもらえた。けれど、がーどまんがミスをしてしまう。このままではがーどまん✕ミメイ×TERUのチームは負けてしまうと観客は思っていたが次のアカペラroundで、ミメイがステージの後ろに表示されている制限時間を使って数字ネタを行う。観客が大きく盛り上がり逆転勝利を収めた。
なおこれは、2025年5月25日に行われた「戦極MCBATTLE 第38章 -NAGOYA- 双龍祭2on2 at Zepp Nagoya」のツチヤチカらさんがアカペラroundで行った数字ネタを参考にしたと思われる。
次に、「凱旋MC Battle NORTH JAPAN TOUR2023 Zepp SAPPORO in北海道」の一回戦目目のミメイvs脱走の試合では、1ターン目でミメイが「地元の若手どかしに来た、ついでに優勝とかしに来た、シーンで一番Hotな男が北国の雪も溶かしに来た」というバースを、色んなラッパーが、サンプリングするぐらい有名なバースが生まれた。このバトルが延長戦まで続くが、ミメイが敗北してしまう。しかし脱走とミメイがお互いにとても固い韻やフロウや音の乗せ方などが、キレイに噛み合った試合である。ちなみに試合後の敗者コメントでは、脱走に美味しい海鮮教えてもらいます。と言っていた。
次に「SPOTLIGHT 2022 関東編」でのミメイvsDOTAMAの試合では、リズミカルだけど難しいビートが流れる。1ターン目ではミメイがDOTAMAが小節を間違えさせるため、あえて途中で自分のターンが終わるように、ラップしたため、DOTAMAが小節を間違えるが、DOTAMAが、ミメイを陽キャのふりした陰キャと自分のバースで陰キャの悪口を言う。それに対して、ミメイが嘘つきだと裏声でラップをした。ミメイが裏声を使う試合は、なんとこの試合のみである。

## MCバトル

### 主な戦績
|                               |  |  |          |
| 第11回高校生RAP選手権         |  |  | ベスト16 |
| KING OF KINGS 2018 FINAL      |  |  | ベスト16 |
|                               |  |  |          |
| 戦極 MCBATTLE 第28章          |  |  | 優勝     |
| 戦極 MCBATTLE 第33章 西の3on3 |  |  | 優勝     |
| 戦極×凱旋 MC BATTLE 2024FINAL |  |  | 準優勝   |
| 覇王 MCBATTLE                 |  |  | 優勝     |
| KING OF KINGS 2024            |  |  | ベスト8  |
| 戦極 MCBATTLE 令和６年杯      |  |  | 優勝     |
| 凱旋MC BATTLE 九州冬ノ陣2024  |  |  | 優勝     |
| 凱旋 MCbattle GOLDENTAG       |  |  | 優勝     |
| 3150×LUSHBOMU MCBATTLE        |  |  | 優勝     |

### その他の戦績
| 大会                                    | 順位   |
| --------------------------------------- | ------ |
| U-22 MC BATTLE 2017 FINAL               | 準優勝 |
| SCHOOL OF RAP 2018                      | 優勝   |
| SCHOOL OF RAP 2018 GRAND CHAMPIONSHIP   | 優勝   |
| U-22MC BATTLE 2019 第二次予選           | 準優勝 |
| MRJ ADDVANCE 2019                       | 優勝   |
| 凱旋MCbattle×COREfestival               | 優勝   |
| U-22 MC BATTLE 3vs3 SP 2021 -THE TRIPOD | 優勝   |
| NEO GENESIS MC BATTLE VOL.1             | 優勝   |
| NEO GENESIS MC BATTLE VOL.2             | 準優勝 |
| NEO GENESIS MC BATTLE VOL.5             | 優勝   |
| NEO GENESIS MC BATTLE VOL.6             | 準優勝 |